# ملك لو (شوط)
ملك لو هي قرية في مقاطعة شوط‌، إيران. عدد سكان هذه القرية هو 211 في سنة 2006.